# Saint-Dizant-du-Gua
 Saint-Dizant-du-Gua  es una población y comuna francesa, situada en la región de Poitou-Charentes, departamento de Charente Marítimo, en el distrito de Jonzac y cantón de Saint-Genis-de-Saintonge.

## Demografía
| 810 | 790 | 699 | 606 | 584 | 548 | 536 | 517 | 530 | 513 | 501 |
| Para los censos de 1962 a 1999 la población legal corresponde a la población sin duplicidades (Fuente: INSEE [Consultar]) |     |     |     |     |     |     |     |     |     |     |